# 임동성당
임동성당은 광주광역시 북구 임동에 있는 대성당이다.